# جون چه اون
جون چه اون (کره‌ای: 전채은؛ زادهٔ ۱۵ اکتبر ۲۰۰۵) بازیگر اهل کره جنوبی است. وی از سال ۲۰۲۰ میلادی تاکنون مشغول فعالیت بوده‌است. او به خاطر ایفای نقش در قاضی شیطان (۲۰۲۱) به شهرت رسید. او در مجموعه‌های تلویزیونی وب‌تون امروز، اگه آرزوتو بگی، زنان کوچک نیز ایفای نقش کرده‌است.